# Institutiones divinarum et saecularium litterarum
Institutiones divinarum et saecularium litterarum (Educación en las letras divinas y humanas) es una obra de Casiodoro, considerada la primera enciclopedia cristiana. Se comenzó su redacción hacia el 550 y su autor nunca la dio por terminada, ya que acometió sucesivas ampliaciones de la misma hasta el momento de su muerte, cerca de treinta años después.
Dividido en dos libros, el primero dedicado a las Escrituras y el segundo a las artes liberales, el título está directamente inspirado por la obra de Quintiliano Institutiones oratoriae libri (siglo I), que adapta, junto con muchos otros tratados clásicos grecorromanos, al nuevo contexto cultural del cristianismo; al igual hicieron posteriormente Isidoro de Sevilla (Etymologiae) y Alcuino de York (De grammatica, De rhetorica), ambos conocedores de la obra de Casiodoro. La denominación también se incluía en Institutiones Grammaticae, tratado de Prisciano, un gramático latino activo en Constantinopla hacia el año 500, que es citado por el propio Casiodoro.
Las Institutiones de Casiodoro incluyen un compendio-guía de las siete artes liberales (ya definidas en De nuptiis Philologiae et Mercurii de Marciano Capella -entre 410 y 429-). En la obra de Casiodoro reciben un tratamiento muy desigual, ya que la retórica y la dialéctica ocupan más de la mitad del texto, circunstancia esta que podría deberse a la formación romana del autor.
La utilización de su esquematización del conocimiento en estas siete disciplinas se fijó como trivium et quadrivium, convirtiéndose en la base de la educación que se impartió en las escuelas monásticas, catedralicias y palatinas, y posteriormente en los studia generalia y universidades medievales.

## Gramática, retórica y dialéctica
- La Gramática, origen y fundamento de los escritos liberales se basa en la obra de Donato.
- La Retórica, necesaria y honorable en cuestiones civiles, utiliza el De inventione de Cicerón y los comentarios de Mario Victorino y Fortunatiano.
- La Dialéctica, que separa las verdades de las falsedades, contiene anotaciones de las Isagogae de Porfirio y las Categorias y Perihermeneias de Aristóteles. También maneja las Perihermeneias de Apuleyo de Madaura y algunos capítulos de los Tópica de Cicerón.

## Aritmética, música, geometría y astronomía
- La Aritmética, disciplina de la cantidad numerable, presenta una visión superficial de la obra de Nicómaco recogida por Boecio.
- La Música, que habla de los números relacionados con los sonidos, toca todos los puntos principales de los griegos.
- La Geometría, disciplina de la medida inalterable y de las formas, está basada en Euclides, Apolonio y Arquímedes.
- La Astronomía, disciplina del curso de los astros celestes, se reduce a una visión de los siete climas y a unas definiciones de los principales conceptos.[3]

La originalidad de la obra estriba en su carácter de guía didáctica que ofrece, junto a los conceptos básicos de cada una de las disciplinas, la bibliografía necesaria el estudio de las mismas.

## Difusión de la obra
El compendio de las artes liberales comenzó a circular muy pronto como una obra independiente bajo el título de De artibus ac disciplinis liberalium litterarum y alcanzó gran difusión como lo demuestra el elevado número de copias y comentarios que se hicieron de ella. Una de estas copias llegaría a Isidoro de Sevilla que la integró dentro de sus Etimologías.